# الوارو ماس
الوارو ماس (انگلیسی: Álvaro Mas؛ زادهٔ ۲۲ مهٔ ۱۹۹۲) بازیکن فوتبال اهل اسپانیا است.
از باشگاه‌هایی که در آن بازی کرده‌است می‌توان به باشگاه فوتبال هرکولس اشاره کرد.